# Joop Reuver
J.H.F. (Joop) Reuver (Oldemarkt, 8 oktober 1928 – Heeswijk-Dinther, 11 mei 2022) was een Nederlands politicus voor de KVP en later voor het CDA.
Hij was vanaf 1958 hoofd van een basisschool en daarnaast is hij wethouder van Waalre geweest voor hij in september 1977 benoemd werd tot burgemeester van de toenmalige gemeente Luyksgestel. Hierna was hij vanaf 1984 gedurende 10 jaar burgemeester van Heeswijk-Dinther tot die gemeente opging in Bernheze en ten slotte was Reuver nog enkele jaren waarnemend burgemeester van de gemeente Beek en Donk tot die opging in de nieuwe gemeente Laarbeek.
Hij werd 93 jaar oud.